# Tenali

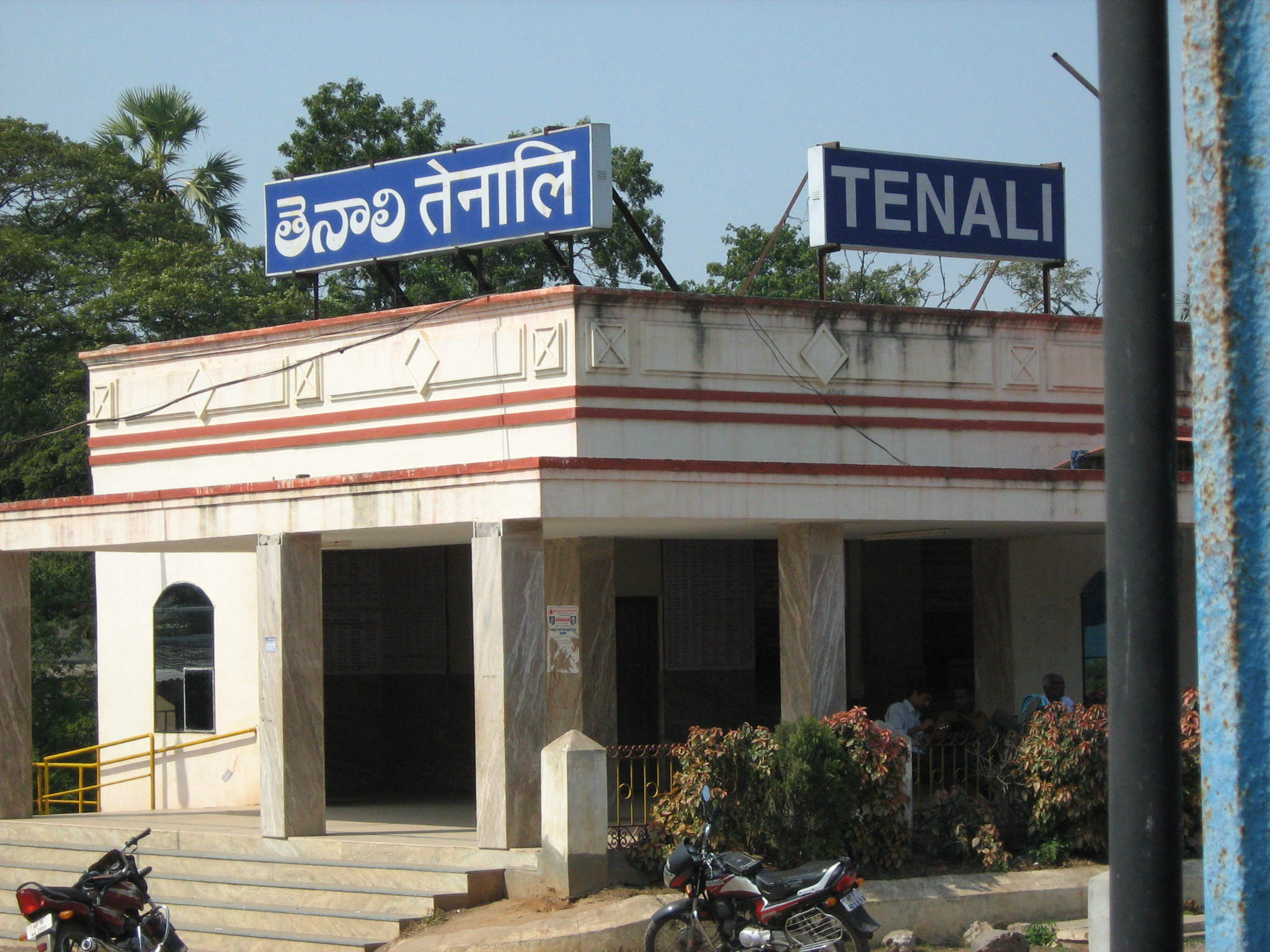
Järnvägsstationen i Tenali.

Tenali är en stad i delstaten Andhra Pradesh i Indien, och tillhör distriktet Guntur. Folkmängden uppgick till 164 937 invånare vid folkräkningen 2011.